# Wim van den Brink

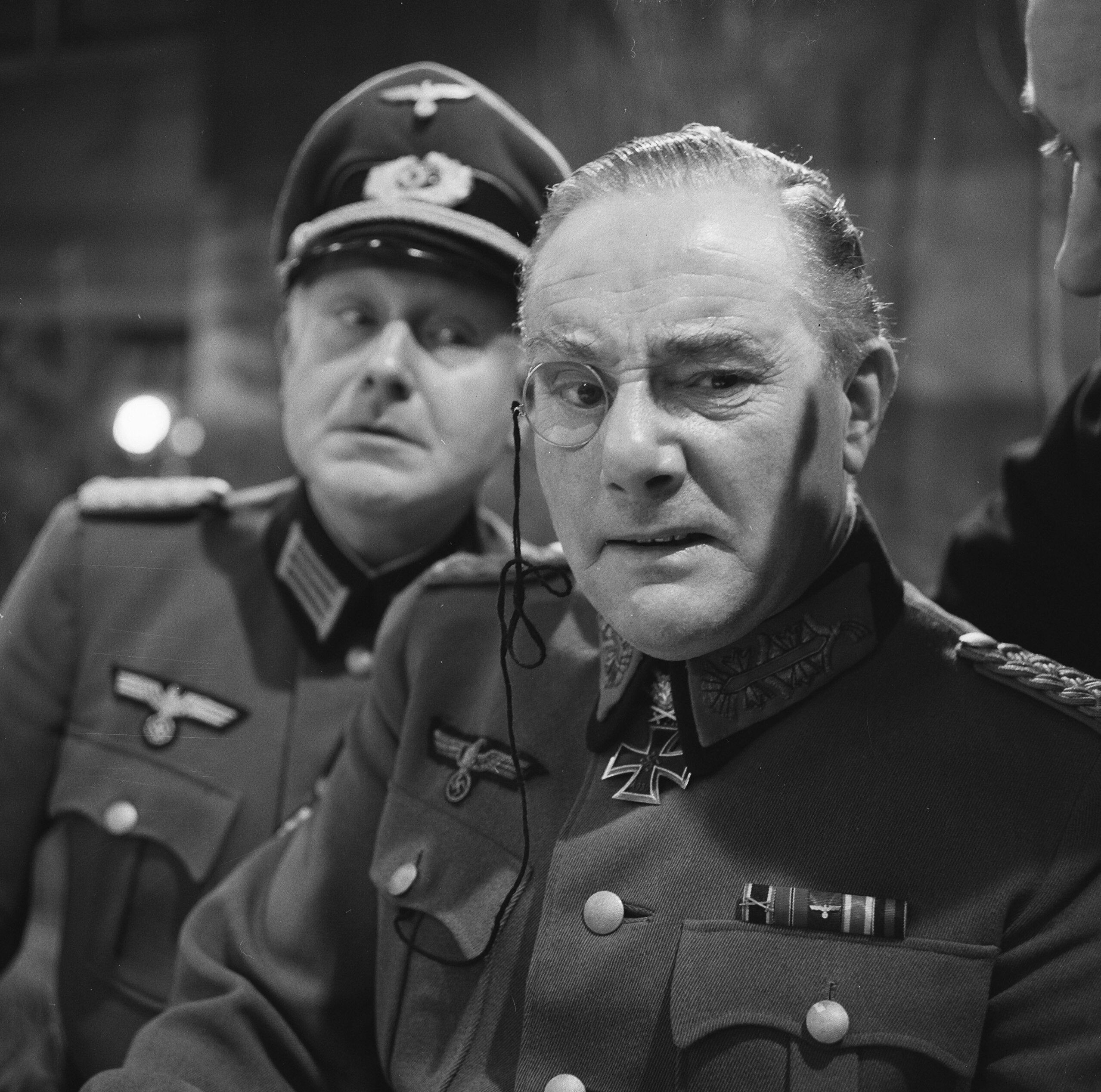
Wonder aan de Donau. Links Ben Aerden, rechts Wim van den Brink (1964)

Willem (Wim) van den Brink (Hilversum, 16 mei 1909 – Amsterdam, 16 maart 1991) was een veelzijdig hoorspel-, tv- en filmacteur, maar toch vooral een theateracteur.
Hij was zoon van Jan van den Brink en Woldiena Geziena Jansen.
Wim van den Brink werd geboren in een religieus gezin en begon daarom relatief laat aan een acteursopleiding aan de Toneelschool te Amsterdam. Hij behaalde het diploma in 1936 en trouwde in 1940 met de actrice Nell Koppen. Van den Brink stopte in de Tweede Wereldoorlog als hoorspelacteur toen van hem gevraagd werd propaganda te gaan bedrijven, hetgeen hij weigerde. Hij speelde samen met zijn vrouw zo lang mogelijk door bij het Joodse Tip Top Theater. 
Van den Brink was verbonden aan Het Vrije Toneel, Toneelgroep Centrum, de Nederlandse Comedie, Globe en het Publiekstheater. Hij maakte voor het eerst indruk in 1956 met twee prominente rollen als Jasper in Eva Bonheur en reder Bos in Op Hoop van Zegen. Samen met zijn vrouw vertolkte hij enige jaren Thomasvaer en Pieternel. Enkele malen speelde hij in films, zoals 10.32, Turks fruit, Rooie Sien en Alle dagen feest.
Hij kreeg tweemaal een onderscheiding voor zijn werk: de Arlecchino voor zijn vertolking van Rembrandt in Spinoza van Dimitri Frenkel Frank (1964) en de Albert van Dalsumprijs voor zijn rol van Kackerlack in Moortje van Bredero (1965).

## Wetenswaardigheden
- Actrice Ellis van den Brink is een dochter.

- Virtual International Authority File: 91171605